# Okręg wyborczy Dania
Okręg wyborczy Dania – okręg wyborczy do Parlamentu Europejskiego obejmujący całość terytorium Danii, jednak bez Wysp Owczych i Grenlandii, które pozostają poza Unią Europejską i w związku z tym ich mieszkańcy nie mogą brać udziału w wyborach do PE. Okręg powstał w 1979, przed pierwszymi bezpośrednimi wyborami do PE. Od 2009 liczy 13 mandatów. Stosuje się ordynację proporcjonalną i metodę D’Hondta, przy czym wyborcy mogą zagłosować na dowolnego kandydata na wybranej przez siebie liście partyjnej, co daje realną szansę uzyskania wyboru również osobom umieszczonym na dalszych miejscach na listach.